# Elecciones presidenciales de Georgia de 2004
La elección presidencial de Georgia de 2004 se llevó a cabo el 4 de enero de aquel mismo año. Los comicios fueron resultado de la renuncia del anterior Presidente Eduard Shevardnadze. Como se esperaba, el mayor líder de la oposición, Mijeíl Saakashvili, pronto demostró en las encuestas que se dirigía a una victoria abrumadora. De acuerdo con los resultados preliminares emitidos el 6 de enero por la Comisión Central de Elecciones de Georgia, Saakashvili ganó con cerca del 97% del total de los votos totalmente emitidos.
Los otros candidatos recibieron menos del 2% cada uno. Se trató del antiguo enviado presidencial de la región de Imereti, Temur Shashiashvili; el líder del Partido Legalista de Georgia, Katlos Garibashvili; uno de los líderes de la organización política Mdzleveli, Zurab Kelejsashvili; el presidente de la Coalición de Organizaciones No-Gubernamentales del Desarmado, Zaza Sijarulidze y el líder del Partido Davidad Agmashenebeti, Roin Liperteliani

## Resultados
La legislación vigente de Georgia estipula que para que los comicios sean válidos tiene que haber una participación ciudadana igual al 50%. El Jefe de la Comisión Central Electoral de Georgia, Zurab Chaberashvili, dijo que cerca de 1.763.000 votantes habían participado —sobre el 80% de ellos lo hizo — y que "de acuerdo con la información preliminar, las elecciones son válidas"
A primeras horas del 5 de enero Saakashvili proclamó su victoria a pesar de que aún no había resultados finales. Agradeció a sus simpatizantes, quienes se reunieron en la Filarmónica de Tbilisi y además dio las gracias a sus votantes. 

Ésta es la victoria del pueblo de Georgia. Las medidas inmediatas a ser implantadas en los primeros días de mi presidencia serán la inclusión de la figura del Primer Ministro, programar elecciones parlamentarias y la implantación de medidas anti-corrupción en el país.
Mijeíl Saakashvili, Presidente de Georgia, 5 de enero de 2004

Saakashvili tomó posesión del cargo oficialmente el 25 de enero de 2004.
| Resultados de la Elección Presidencial del 4 de enero de 2004  | Votos     | %     |
| -------------------------------------------------------------- | --------- | ----- |
| Mijeíl Saakashvili                                             | 1,692,728 | 96.0  |
| Teimuraz Shashiashvili                                         | 33,868    | 1.9   |
| Roin Liparteliani                                              | 4,248     | 0.2   |
| Zaza Sijarulidze                                               | 4,098     | 0.2   |
| Kartlos Garibashvili                                           | 3,582     | 0.2   |
| Zurab Kelejsashvili                                            | 1,631     | 0.1   |
| Nulos                                                          | 22,817    | 1.3   |
| Total 82.8 % de participación, 1,762,972 de votantes inscritos | 1,762,972 | 100.0 |